# Lamorak
Sir Lamorak (o Lamerake, o Lamorat, o simili) è uno dei cavalieri della Tavola rotonda di Re Artù. Figlio di re Pellinore e fratello di Tor, Aglovale, Percival, Dindrane e a volte di altri. Compare per la prima volta nel ciclo post-vulgata e nella Morte di Artù di Thomas Malory.
Il padre di Lamorak, re Pellinore di Listenoise, fu uno dei primi alleati di Artù Pendragon e combatté al suo fianco contro i sovrani britannici minori che si rifiutavano di sottomettersi a lui. Fra questi c'era re Lot di Lothian e Orkney, marito di una sorellastra di Artù, che fu ucciso da Pellinore nella battaglia di Tarabel. Ciò dette inizio ad una sanguinosa faida tra le famiglie di Pellinore e quella di Lot, che divise la Tavola Rotonda, visto che sia Pellinore che i suoi figli, che i figli di Lot divennero cavalieri della Tavola Rotonda. Re Artù tentò invano di mediare una tregua. Dieci anni dopo l'uccisione di Lot, i suoi figli Galvano e Gaheris lo vendicarono uccidendo Pellinore in duello. Ser Lamorak, a dispetto della faida, ebbe una relazione con la vedova di Lot, Morgause; colti in flagrante da Gaheris, Morgause venne da lui decapitata nel sonno (in alcune versioni è Agravaine, un altro figlio di Lot e Morgause, ad ucciderla). I figli di Lot si accordarono poi per eliminare anche Lamorak e lo fronteggiarono in quattro (Galvano, Gaheris, Agravaine e Mordred, mentre Gareth, il più umile dei fratelli, si rifiutò di prendere parte ad uno scontro così sleale): Lamorak tenne loro testa e venne quindi pugnalato alla schiena da Mordred. Un cugino di ser Lamorak, ser Pinel il Selvaggio, cercò di vendicarlo, avvelenando una mela in una fruttiera, dalla quale era solito servirsi Galvano. Ma per errore l'ignara regina Ginevra prese la mela e la offrì ad un altro cavaliere, il più giovane di tutta la Tavola rotonda, indicato da molte fonti come il figlio del lord di Karen. Ser Mador de la Porte, cugino del morto, accusò Ginevra di assassinio, ma fu sconfitto in singolare tenzone da Lancillotto e la regina proclamata innocente. Ser Pinel, additato come vero colpevole, fu costretto a fuggire da Camelot per poi morire cadendo in un torrente.
Lamorak era rinomato per la sua forza e il suo temperamento fiero. Secondo alcune tradizioni era il terzo miglior cavaliere di Artù dopo Lancillotto e Tristano, aggiungendo che non è mai sconfitto né dall'uno né dall'altro, ma i loro scontri diretti terminano per accordo in parità. Egli, tuttavia ha un ruolo secondario nel ciclo arturiano.